# Serviço Europeu de Seleção de Pessoal
O Serviço Europeu de Seleção de Pessoal (sigla: EPSO) é uma instituição responsável pela contratação de pessoal para as diversas instituições e agências da União Europeia (UE), incluindo o Parlamento Europeu, o Conselho Europeu, o Conselho da União Europeia, a Comissão Europeia, o Tribunal de Justiça da União Europeia, o Tribunal de Contas Europeu, dentre outros. Cada instituição participante pode recrutar os candidatos selecionados pelo EPSO. Em média, o EPSO recebe cerca de 60 000 a 70 000 candidaturas por ano, com cerca de 1 500 a 2 000 candidatos recrutados pelas instituições da União Europeia.
Criado em 26 de julho de 2002 e assumindo funções desde 1 de janeiro de 2003, o EPSO é responsável pela organização dos concursos para o recrutamento. Os testes são diferentes em cada concurso. A pré-fase de seleção inclui várias perguntas de escolha múltipla, um conjunto de provas escritas e, por vezes, um exame oral. 

## Política de seleção

### Concurso público
A seleção de pessoal baseia-se num sistema de concursos públicos. Esses são organizados pelo EPSO destinados a cargos permanentes de funcionários públicos de carreira e para um número limitado de contratos temporários, em conformidade com o Estatuto dos Funcionários das instituições da UE, com base em critérios harmonizados. O EPSO não pode considerar qualquer candidatura ou currículo apresentado fora do âmbito de um concurso oficial ou processo de seleção.
Os detalhes de um concurso geral são definidos num anúncio, publicado no Jornal Oficial da União Europeia e disponibilizado no site do EPSO. O anúncio de concurso inclui informações sobre os critérios de seleção, o perfil profissional e as funções envolvidas, o número de lugares na lista de reserva, as qualificações e a experiência exigidas, bem como o formato das provas em cada fase do processo de seleção. Para abranger um maior número de candidatos nos Estados Membros, poderão ser publicadas informações adicionais sobre os concursos gerais na imprensa nacional, na imprensa especializada ou nos meios de comunicação eletrónicos. O EPSO também participa em feiras de recrutamento para licenciados nos Estados Membros.

### Critérios de seleção
Os requisitos de elegibilidade para os procedimentos de seleção do EPSO variam de acordo com o perfil pretendido. Em geral, são exigidos a cidadania da UE e o conhecimento profundo de uma língua da UE, além do conhecimento satisfatório de uma segunda língua oficial da UE.